# Abhishek Chaubey
Abhishek Chaubey (Faizabad, 30 marzo 1977) è un regista, sceneggiatore e produttore cinematografico indiano.

## Filmografia parziale
- Maqbool (2003) - assistente regista
- The Blue Umbrella (2005) - sceneggiatore e assistente regista
- Omkara (2006) - sceneggiatore e assistente regista
- Blood Brothers (2007) - sceneggiatore
- Kaminey (2009) - sceneggiatore
- Ishqiya (2010) - regista
- Matru Ki Bijlee Ka Mandola (2013) - sceneggiatore
- Dedh Ishqiya (2014) - regista
- Udta Punjab (2016) - regista
- A Death in the Gunj (2016) - produttore
- Sonchiriya (2019) - regista e sceneggiatore
- Raat Akeli Hai (2020) - produttore

## Premi
- Filmfare Awards
  - 2020: "Critics Award for Best Film"
- Stardust Awards
  - 2017: "Best Screenplay"